# Ao Takahashi
 (mai 2025).
Si vous disposez d'ouvrages ou d'articles de référence ou si vous connaissez des sites web de qualité traitant du thème abordé ici, merci de compléter l'article en donnant les références utiles à sa vérifiabilité et en les liant à la section « Notes et références ».
Ao Takahashi (高梁 碧, Takahashi Ao), née le 8 août 1979 dans la préfecture de Saitama (Japon), est une seiyū.

## Rôles notables
- Shiori Kazami dans Bakugan Battle Brawlers
- Chizuru Honda dans Bokurano
- Riko dans Minami-ke
- Riko dans Minami-ke: Okawari
- Catherine dans Nodame Cantabile: Paris-Hen
- Chercheuse dans A Certain Magical Index'
- Hiwako Torishima dans Asura Cryin' 2
- Matilda Simmons dans Black Butler
- Okinu dans House of Five Leaves
- Taki dans Sekirei
- Poupée D dans La trahison connaît mon nom
- Noriko Paku dans Blue Exorcist
- Saki dans Level E
- Mū dans Gon
- Margaret Messner dans Jormungand
- Yōko dans Le Pacte des Yōkai
- Liao dans Kingdom
- Riko dans Minami-ke: Tadaima
- Ryōko Kusakabe dans Date a Live II
- Chieko Kakazu dans Daimidaler: Prince vs Penguin Empire
- Helga dans Vinland Saga